# Linde, Stockholm
| Platsen för torpet Linde vid Grynkvarnsparken. |  | Dagens villabebyggelse i Linde |
| Platsen för torpet Linde vid Grynkvarnsparken. |  | Dagens villabebyggelse i Linde |

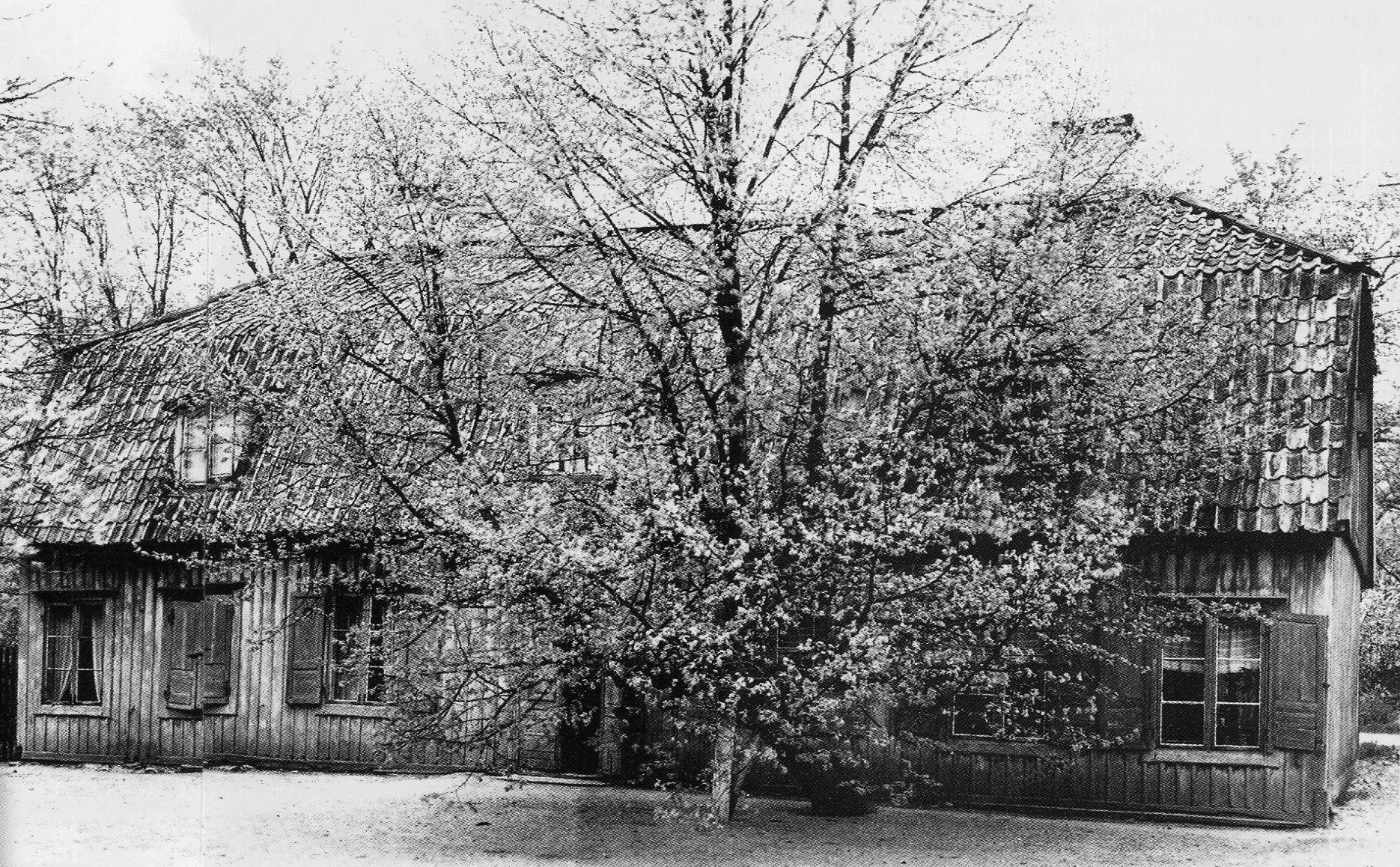
Gården Linde på 1950-talet.

Linde är ett informellt område i stadsdelen Enskede gård i Söderort inom Stockholms kommun.

## Namnet
Namnet härrör från ett torp under storgodset Enskede gård. Det låg från 1762 vid nuvarande Bolidenvägen 2 i södra delen av Grynkvarnsparken och användes som skjutsställe och krog. Gården revs på 1950-talet. Här passerade även Göta landsväg.

## Området
Området består av huvudsakligen villabebyggelse, men även vissa mindre industrier. Det avgränsas av Johanneshovsvägen, Bolidenvägen, Bägerstavägen och Älvkällevägen. Inom området ligger Lindeparken. 
Snabbspårvägen Tvärbanan har sedan 1999 en hållplats som heter Linde och som ligger vid korsningen Herrgårdsvägen/Medlemsvägen i norra delen av området. Avståndet från station Alvik är 7,7 kilometer.